# Kakhi Kakhiashvili
Akakios Kakiasvilis, Kakhi Kakhiaixvili o Kakhi Kakhiashvili (en grec: Ακάκιος Κακιασβίλης; en georgià: კახი აშვილი) (Tskhinvali, Unió Soviètica 1969) és un aixecador grec, d'origen georgià, guanyador de tres medalles olímpiques d'or.

## Biografia
Va néixer el 13 de juliol de 1969 a la ciutat de Tskhinvali, que en aquells moments formava part de la República Socialista Soviètica de Geòrgia (Unió Soviètica) i que avui dia forma part de Geòrgia, fill de pare georgià i mare grega.

## Carrera esportiva
Va participar als 23 anys Jocs Olímpics d'Estiu de 1992 celebrats a Barcelona (Catalunya), on formant part de l'Equip Unificat va aconseguir guanyar la medalla d'or en la prova masculina de pes semipesant. En els Jocs Olímpics d'Estiu de 1996 realitzats a Atlanta (Estats Units), i sota pavelló grec, aconseguí la medalla d'or en la prova de tres-quarts pesant i en els Jocs Olímpics d'Estiu del 2000 realitzats a Sydney (Austràlia) novament guanyà la medalla d'or en el pes semipesant. Va participar en els Jocs Olímpics d'Estiu de 2004 realitzats a Atenes (Grècia), si bé no es qualificà per la final.
Al llarg de la seva carrera guanyà cinc medalles en el Campionat del Món d'halterofília, tres d'elles d'or, i set medalles al Campionat d'Europa, quatre d'or.